# Sygeplejerskeloven
Lov om sygeplejersker (i daglig tale blot sygeplejerskeloven) var indtil 1. januar 2007 den lov, hvori sygeplejerskernes – inklusive sundhedsplejerskernes – virke samt autorisations- og videreuddannelsesbestemmelser var beskrevet.
1. januar 2007 blev Sygeplejerskeloven afløst af autorisationsloven – lov om autorisation af sundhedspersoner og om sundhedsfaglig virksomhed – hvor sygeplejerskers og sundhedsplejerskers virke samt autorisations- og videreuddannelsesbestemmelser beskrives i § 54.

## Eksterne kilder og henvisninger
- Bekendtgørelse af 14. november 1990 af lov om sygeplejersker (gældende indtil 1. januar 2007)
- Bekendtgørelse af 22. maj 2006 af lov om autorisation af sundhedspersoner m.m., § 54 (gældende siden 1. januar 2007)